# Grupo Bryndis
Grupo Bryndis es una agrupación musical mexicana de Cerritos, San Luis Potosí, aunque fundada en Santa Paula, California, en 1985 por Mauro Posadas. La banda especializa en el género grupero e interpreta baladas, cumbias, rancheras y huapangos. Es conocida como "el grupo que le canta al amor". Es ganadora del Premio Grammy Latino. 

## Historia
Luego de hacer unos pequeños intentos en el año de 1983, los integrantes se juntaron en la ciudad de Santa Paula, en el estado de California, Estados Unidos, y allí decidieron brindar por su unión.
Fue sobre la base de aquel encuentro que nació el nombre de la banda, que poco tiempo después comenzó a pisar fuerte en el ambiente local interpretando “Otro Ocupa mi Lugar” de Miguel Gallardo.
Los integrantes de la banda del Grupo Bryndis son: Mauro Posadas Gallardo (compositor-líder y guitarra); Gerardo Izaguirre (compositor y bajo eléctrico); Claudio Pablo Montaño (compositor y teclados); Mauro Posadas Gallardo Jr. (batería); Andy Zúñiga (percusión, compositor y cantante principal). En marzo de 2010, los hermanos Guadalupe Guevara (vocalista y compositor) y Juan Guevara (baterista y compositor) abandonaron el grupo por desacuerdos con los demás integrantes de la banda. En abril de 2010, la banda le dio la bienvenida a su vocalista principal original Tony Solís. La banda también dio la bienvenida a Mauro Posadas Jr. en la batería. En febrero de 2012, la banda dio la bienvenida a Andy Zúñiga en percusiones eléctricas y coros. Tony Solís y Freddy Solís abandonaron el grupo a finales de 2012. Desde finales de 2013, Zúñiga es el vocalista principal del grupo.

## Discografía
Álbumes
- Alma Vacía (1986) - con Tony Solís
- Atrás de mi ventana (1987)
- Hola (1988) - último álbum con Tony Solís antes de regresar 22 años después
- Me Vas a Extrañar (1989) - primer álbum de Fonodiaz con Guadalupe Guevara, Juan Guevara y Gerardo Izaguirre
- Me Haces Falta (1990) - primer álbum con Claudio Pablo
- Aún Te Amo (1991) - último álbum en Fonodiaz
- 15 Hits Romance Sin Límite (1992) - primer álbum en Disa
- A Su Salud (1992)
- Por El Amor (1993) - estatus oro en 1994.
- Poemas (1994)
- Tu amor secreto (1995)
- Mi verdadero amor (1996)
- Poemas, vol. 2 (1996)
- Así es el amor (1997)
- Un juego de amor (1998)
- Por el pasado (2000)
- En El Idioma del Amor (2001)
- Nuestros Éxitos con Trío (2002)
- Memorias (2003)
- El Quinto Trago (2004)
- En Vivo Gira México (2005)
- Por Muchas Razones Te Quiero (2005)
- Recordandote (2006)
- 20 Reales Súper Éxitos (2006)
- Más que románticos (2006)
- 15 Inolvidables de Siempre (2007)
- 15 Grandes: El Inicio de una Historia (2007)
- Solo Pienso En Ti (2007) - último Álbum en Disa - Ganador del Premio Grammy Latino
- La Magía de Tu Amor (2008) - primer Álbum en EMI y último Álbum con Guadalupe Guevara Y Juan Guevara
- El Grupo Que Le Canta Al Amor segundo álbum lanzado antes de la salida de los Hermanos Guevara
- Un Bryndis Con Los Acosta lanzado después de la salida de los Hermanos Guevara (2010)
- Más Allá del Tiempo y La Distancia (2010) - primer álbum con el regreso del vocalista original Tony Solís
- Huele a Peligro (2012) - último álbum con Tony Solís
- Adicto a Ti (2014) - primer álbum en Fonovisa y con Andy Zúñiga como voz principal
- A Nuestro Estilo (2016)
- 30 Años Cantandole Al Amor (2018)
- La Historia de Los Éxitos (2021)

### Sencillos
- Te Vas Con El
- La Última Canción
- Otro Ocupa Mi Lugar
- El Quinto Trago
- Atrás de Mi Ventana
- Te Esperaré
- Quizás Sí Quizás No
- Perdóname
- Entre Tú y Yo
- Secreto Amor
- Vas a Sufrir
- La Chica del Este

### Colaboraciones
- Por muchas razones yo te quiero con Kris Melody

## Reconocimientos y méritos
- Grammy Latino [5]